# Juan Alberto Posadas Gago
Juan Alberto Posadas Gago   (Valladolid, 1967), més conegut com a Alberto Posadas és un músic, compositor i professor de música espanyol.
Es va formar musicalment primer a Valladolid, i més endavant a Madrid. El 1988 va conèixer a qui es convertí en el seu mestre, Francisco Guerrero Marín; amb ell estudià composició musical i descobrí noves tècniques per a la creació del format musical com els fractals o la combinatòria. Buscant la manera d'integrar també l'element estètic, utilitzà models de composició propis amb components de disciplines com l'arquitectura, la pintura o el moviment. De forma autodidacta, es dedicà a explorar la música electroacústica, desenvolupant diversos projectes, com per exemple Liturgia de silencio (1995) o Snefru o Versa est in luctum (2002). A partir de 1993, el seu reconeixement internacional va créixer i els seus treballs es programaren en molts països, rebent peticions de festivals i realitzant importants obres per encàrrec, a més de participar en proijectes multisdisciplinars desemvolupats per l'IRCAM, l'Institut de recherche et coordination acoustique/musique de París, i estrenats en 2009. A banda, ha compaginat la tasca de compositor amb la docència, participant com a conferenciant freqüentment en cicles i jornades de música contemporània. El 2017 fou l'encarregat d'inaugurar el 40 aniversari musical del pioner institut IRCAM, al Centre Pompidou, amb un concert on interpretà "Tenebrae; la lumière du noir", amb extractes de "Tenebrae Responsories", motets litúrgics compostos per a quatre veus a cappella pel sacerdot i compositor polifonista de finals del Renaixement Tomás Luis de Victoria (1548-1611).
L'any 2011 el Ministeri de Cultura d'Espanya li va concedir el "Premio Nacional de Música", en la modalitat de Composició, un premi atorgat a través de l'Institut Nacional de les Arts Escèniques i de la Música (INAEM).